# Râul Săliște, Someș
Râul Săliște este un curs de apă, afluent al râului Valea Mare. 